# Šemovec
Šemovec falu Horvátországban, Varasd megyében. Közigazgatásilag Trnovec Bartolovečki község része.

## Fekvése
Varasdtól 11 km-re, a községközponttól 6 km-re keletre a Dráva jobb partján, a 2-es számú főút mellett fekszik.

## Története
A falu területén már a történelem előtti időben is éltek emberek, de kerültek elő régészeti leletek az ókorból és a középkorból is. 1857-ben 508, 1910-ben 761 lakosa volt. A falu 1920-ig Varasd vármegye Varasdi járásához tartozott, majd a Szerb-Horvát Királyság része lett. 2001-ben a falunak 261 háza és 920 lakosa volt. Alapiskolájába, melyet 1926-ban alapítottak öt falu, Šemovec, Bartolovec, Zamlaka, Štefanec és Žabnik gyermekei járnak.

## Nevezetességei
- A Szentlélek tiszteletére szentelt kápolnája[2] a 18. században épült. A kápolna településen kívül található, temetővel körülvéve. A kápolnát 1649 óta említik az egyházlátogatások alkalmával. Nyugat-keleti tájolású, egyhajós épület, a nyugati bejárat előtti harangtoronnyal. A szentély olyan széles, mint a hajó, déli oldalán egy négyzet alaprajzú sekrestye található. A déli oldalon található a kápolna bejárata is. Az oltár mögött egy kis középkori ablak található, ami a kápolna középkori eredetének lehetőségét jelzi.
- A Szentháromság úikápolna[3] a Varasd - Ludbreg főút déli oldalán található. Falazott kápolna félköríves kivitelben, három oldalról nyitott, mély fülke formájában. Az oromzat háromszögében levő kis fülkében, az Istenanya kis szobra látható. A kápolna 1867-ből származik. Belül egy menza található, kő talapzattal, amelyen Szentháromság szoborcsoportja áll. A párafelhőkön bal oldalon Krisztus ül, nagy keresztkel a kezében, jobb oldalon pedig az Atyaisten látható, aki földgömböt tart a kezében. Közöttük van a Szentlélek galambja. A szobor rusztikus, késő barokk alkotás.